# ユーキャンスマイル
ユーキャンスマイル（欧字名:You Can Smile、2015年5月3日 - ）は、日本の競走馬。主な勝ち鞍は2019年のダイヤモンドステークス、新潟記念、2020年の阪神大賞典。
馬名の意味は、「笑ってごらん」。

## 戦績

### デビュー前
2015年5月3日に北海道安平町のノーザンファームで誕生。育成はフィエールマン、グローリーヴェイズらとともにノーザンファーム空港牧場のC1厩舎で行われた。母ムードインディゴと同じく金子真人ホールディングスの所有馬となり、栗東・友道康夫厩舎へ入厩。

### 2歳（2017年）
2017年11月5日の新馬戦(京都芝2000m）で鞍上武豊でデビューするも2着。次戦の未勝利戦も2着となり、勝利を挙げられなかった。

### 3歳（2018年）
3歳となった2018年1月にデビュー3戦目で初勝利を挙げ、続くつばき賞(500万下)も制して連勝。その後は毎日杯6着、京都新聞杯6着に終わり、春のクラシックには出走できなかった。
夏の新潟開催で3勝目を挙げると、トライアルを挟まず直行した菊花賞で10番人気ながら上がり3F最速タイの33秒9の末脚で勝ち馬フィエールマンから0秒2差の3着に入った。騎乗した武豊は「春からの成長を感じた」とコメントした。

### 4歳（2019年）
4歳初戦の万葉ステークスこそハナ差の2着に敗れたが、次戦のダイヤモンドステークスでは後方待機から上がり3ハロン33秒4の鋭い末脚を繰り出して2着サンデームーティエに2馬身半差をつけて完勝し、重賞初制覇を果たす。初騎乗の岩田康誠は「乗りやすい馬であり、どこの進路でも突き抜けるだけの余裕があっただけでなく、反応も抜群でした」と評した。天皇賞（春）では菊花賞上位馬のフィエールマン、エタリオウに次ぐ3番人気に推されたが、離された5着に破れた。残りの春シーズンは休養し、9月1日の新潟記念で復帰。久々の中距離戦となったが、直線で馬場の真ん中から力強く抜け出し、2着ジナンボーの追撃をクビ差抑えて重賞2勝目を挙げた。
天皇賞史上最多のGI馬10頭が集まった天皇賞（秋）はGI未勝利ながら7番人気に支持された。レースではスタート後に右へよれたが立て直して後方4番手を追走、直線ではメンバー上がり最速の末脚で4着に入った。（詳細は第160回天皇賞を参照）
続くジャパンカップでも4番人気の支持を受けたが、レーススタート後にごちゃついて後方からの競馬になり、直線では外に出して懸命に脚を伸ばしたが5着止まりだった。（詳細は第39回ジャパンカップを参照）

### 5歳（2020年）
阪神大賞典から始動。2017年菊花賞馬キセキが支持を集める中、2番人気に推された。レース本番ではキセキが大きく出遅れる中、道中インで待機。直線に向くと馬群をさばいて抜け出しそのまま1着でゴール。5歳初戦を勝利で飾った。続く天皇賞（春）は岩田康誠が落馬負傷のため、浜中俊が騎乗、直線は内に進路をとって脚を伸ばすもあともうひと伸び足らず4着に終わった。その後は休養し、6か月後のアルゼンチン共和国杯で復帰、トップハンデの58kgながら1番人気に推されるが4着に敗れる。次走、有馬記念は後方から競馬をするも、11着と惨敗（詳細は第65回有馬記念を参照）。

### 6歳（2021年）
前年と同じく阪神大賞典で始動。武豊が騎乗予定だったが、負傷により藤岡佑介が騎乗、後方から上がり最速で追い込んだが優勝したディープボンドに5馬身離された2着となる。なお、このレースは複勝2番人気ながら断然人気のアリストテレスが馬券外となったため配当が730円もついた。引き続き藤岡佑介で挑んだ天皇賞（春）（京都競馬場の改修工事に伴い阪神競馬場で開催）は後方から脚を伸ばすが7着に敗れる。3か月半ぶりとなった札幌記念は6着に敗れる。秋に入り、天皇賞（秋）は9着、ジャパンカップは12着、有馬記念は9着に終わり6歳シーズンを終える。

### 7歳（2022年）
7歳初戦として阪神大賞典に出走し、5着に入賞した。続く天皇賞（春）では13着と大敗を喫するが、9月の新潟記念では後方2番手追走から最後の直線で追い込んで2着と好走した。秋に入り、アルゼンチン共和国杯は7着、ステイヤーズステークスは8着に敗れてこの年を終えた。

### 8歳（2023年）～9歳（2024年）
8歳初戦は4年連続で阪神大賞典から始動して8着、5月の目黒記念でも7着と惨敗が続いていたが、9月3日の新潟記念では中団やや後ろで脚を溜めると直線で懸命に追い上げて2年連続で2着に入った。その後、アルゼンチン共和国杯は12着、中日新聞杯は8着に敗れた。翌2024年3月17日の阪神大賞典13着が最後のレースとなり、3月28日をもってJRAの競走馬登録を抹消された。引退後は北海道苫小牧市のノーザンホースパークで乗馬となる。

## 競走成績
以下の内容はnetkeiba.comの情報に基づく。
| 競走日     | 競馬場 | 競走名        | 格       | 距離（馬場）  | 頭 数 | 枠 番 | 馬 番 | オッズ （人気） | 着順 | タイム （上がり3F） | 着差 | 騎手      | 斤量 [kg] | 1着馬（2着馬）         | 馬体重 [kg] |
| ---------- | ------ | ------------- | -------- | ------------- | ----- | ----- | ----- | --------------- | ---- | ------------------- | ---- | --------- | --------- | ---------------------- | ----------- |
| 2017.11.05 | 京都   | 2歳新馬       |          | 芝2000m（良） | 13    | 5     | 7     | 003.70（2人）   | 02着 | R2:04.2（34.4）     | -0.3 | 0武豊     | 55        | スラッシュメタル       | 478         |
| 0000.12.09 | 阪神   | 2歳未勝利     |          | 芝2000m（良） | 14    | 5     | 8     | 002.90（2人）   | 02着 | R2:02.5（35.5）     | -0.2 | 0武豊     | 55        | リュヌルージュ         | 478         |
| 2018.01.06 | 京都   | 3歳未勝利     |          | 芝2200m（良） | 13    | 4     | 5     | 001.60（1人）   | 01着 | R2:15.6（34.7）     | -0.3 | 0武豊     | 56        | （ノストラダムス）     | 476         |
| 0000.02.17 | 京都   | つばき賞      | 500万下  | 芝1800m（良） | 12    | 5     | 6     | 004.40（3人）   | 01着 | R1:49.0（36.2）     | -0.0 | 0武豊     | 56        | （ダークナイトムーン） | 486         |
| 0000.03.24 | 阪神   | 毎日杯        | GIII     | 芝1800m（良） | 10    | 7     | 7     | 008.20（5人）   | 06着 | R1:47.1（34.3）     | -0.6 | 0武豊     | 56        | ブラストワンピース     | 482         |
| 0000.05.05 | 京都   | 京都新聞杯    | GII      | 芝2200m（良） | 17    | 6     | 12    | 034.8（13人）   | 06着 | R2:11.4（34.2）     | -0.4 | 0荻野琢真 | 56        | ステイフーリッシュ     | 482         |
| 0000.08.19 | 新潟   | 阿賀野川特別  | 1000万下 | 芝2200m（良） | 11    | 2     | 2     | 004.00（2人）   | 01着 | R2:10.9（34.2）     | -0.1 | 0石橋脩   | 54        | （ダブルフラット）     | 490         |
| 0000.10.21 | 京都   | 菊花賞        | GI       | 芝3000m（良） | 18    | 4     | 7     | 031.7（10人）   | 03着 | R3:06.3（33.9）     | -0.2 | 0武豊     | 57        | フィエールマン         | 488         |
| 2019.01.06 | 京都   | 万葉S         | OP       | 芝3000m（良） | 9     | 6     | 6     | 001.50（1人）   | 02着 | R3:10.3（34.8）     | -0.0 | 0武豊     | 54        | ヴォージュ             | 492         |
| 0000.02.16 | 東京   | ダイヤモンドS | GIII     | 芝3400m（良） | 10    | 8     | 10    | 002.70（1人）   | 01着 | R3:31.5（33.4）     | -0.4 | 0岩田康誠 | 54        | （サンデームーティエ） | 484         |
| 0000.04.28 | 京都   | 天皇賞（春）  | GI       | 芝3200m（良） | 13    | 6     | 9     | 006.40（3人）   | 05着 | R3:16.5（35.5）     | -1.5 | 0岩田康誠 | 58        | フィエールマン         | 492         |
| 0000.09.01 | 新潟   | 新潟記念      | GIII     | 芝2000m（良） | 18    | 4     | 7     | 006.30（2人）   | 01着 | R1:57.5（33.6）     | -0.0 | 0岩田康誠 | 57        | （ジナンボー）         | 496         |
| 0000.10.27 | 東京   | 天皇賞（秋）  | GI       | 芝2000m（良） | 16    | 3     | 6     | 040.60（7人）   | 04着 | R1:56.8（33.7）     | -0.6 | 0岩田康誠 | 58        | アーモンドアイ         | 488         |
| 0000.11.24 | 東京   | ジャパンC     | GI       | 芝2400m（重） | 15    | 4     | 6     | 006.20（4人）   | 05着 | R2:26.6（36.7）     | -0.7 | 0岩田康誠 | 57        | スワーヴリチャード     | 488         |
| 2020.03.22 | 阪神   | 阪神大賞典    | GII      | 芝3000m（良） | 10    | 8     | 10    | 005.90（2人）   | 01着 | R3:03.0（35.8）     | -0.3 | 0岩田康誠 | 56        | （トーセンカンビーナ） | 500         |
| 0000.05.03 | 京都   | 天皇賞（春）  | GI       | 芝3200m（良） | 14    | 5     | 7     | 005.00（2人）   | 04着 | R3:16.9（35.1）     | -0.0 | 0浜中俊   | 58        | フィエールマン         | 500         |
| 0000.11.08 | 東京   | AR共和国杯    | GII      | 芝2500m（良） | 18    | 3     | 5     | 002.30（1人）   | 04着 | R2:32.0（34.6）     | -0.4 | 0岩田康誠 | 58        | オーソリティ           | 496         |
| 0000.11.29 | 東京   | ジャパンC     | GI       | 芝2400m（良） | 15    | 7     | 13    | 101.10（8人）   | 12着 | R2:25.0（35.7）     | -2.0 | 0岩田康誠 | 57        | アーモンドアイ         | 498         |
| 0000.12.27 | 中山   | 有馬記念      | GI       | 芝2500m（良） | 16    | 8     | 16    | 157.0（13人）   | 11着 | R2:36.4（36.5）     | -1.4 | 0岩田康誠 | 57        | クロノジェネシス       | 504         |
| 2021.03.21 | 阪神   | 阪神大賞典    | GII      | 芝3000m（重） | 13    | 7     | 10    | 008.70（2人）   | 02着 | R3:08.2（36.8）     | -0.9 | 0藤岡佑介 | 57        | ディープボンド         | 510         |
| 0000.05.02 | 阪神   | 天皇賞（春）  | GI       | 芝3200m（良） | 17    | 4     | 7     | 012.00（5人）   | 07着 | R3:16.2（37.8）     | -1.5 | 0藤岡佑介 | 58        | ワールドプレミア       | 510         |
| 0000.08.22 | 札幌   | 札幌記念      | GII      | 芝2000m（良） | 13    | 6     | 8     | 032.20（9人）   | 06着 | R2:00.3（35.5）     | -0.8 | 0藤岡佑介 | 57        | ソダシ                 | 516         |
| 0000.10.31 | 東京   | 天皇賞（秋）  | GI       | 芝2000m（良） | 16    | 8     | 16    | 153.0（12人）   | 09着 | R1:59.0（33.4）     | -1.1 | 0藤岡佑介 | 58        | エフフォーリア         | 500         |
| 0000.11.28 | 東京   | ジャパンC     | GI       | 芝2400m（良） | 18    | 8     | 16    | 240.1（14人）   | 12着 | R2:26.2（34.7）     | -1.5 | 0藤岡佑介 | 57        | コントレイル           | 506         |
| 0000.12.26 | 中山   | 有馬記念      | GI       | 芝2500m（良） | 16    | 4     | 8     | 150.6（16人）   | 09着 | R2:33.6（36.9）     | -1.6 | 0藤岡佑介 | 57        | エフフォーリア         | 512         |
| 2022.03.20 | 阪神   | 阪神大賞典    | GII      | 芝3000m（良） | 13    | 6     | 8     | 023.80（6人）   | 05着 | R3:05.6（35.4）     | -0.6 | 0藤岡佑介 | 56        | ディープボンド         | 514         |
| 0000.05.01 | 阪神   | 天皇賞（春）  | GI       | 芝3200m（稍） | 18    | 2     | 4     | 078.6（13人）   | 13着 | R3:20.7（39.4）     | -4.5 | 0藤岡佑介 | 58        | タイトルホルダー       | 516         |
| 0000.09.04 | 新潟   | 新潟記念      | GIII     | 芝2000m（良） | 18    | 8     | 17    | 021.70（9人）   | 02着 | R1:59.2（33.0）     | -0.3 | 0石橋脩   | 57        | カラテ                 | 512         |
| 0000.11.06 | 東京   | AR共和国杯    | GII      | 芝2500m（良） | 18    | 2     | 3     | 023.10（8人）   | 07着 | R2:31.5（33.7）     | -0.4 | 0石橋脩   | 57        | ブレークアップ         | 500         |
| 0000.12.03 | 中山   | ステイヤーズS | GII      | 芝3600m（良） | 14    | 2     | 2     | 011.90（6人）   | 08着 | R3:47.2（36.6）     | -0.9 | 0石橋脩   | 56        | シルヴァーソニック     | 500         |
| 2023.03.19 | 阪神   | 阪神大賞典    | GII      | 芝3000m（良） | 14    | 2     | 2     | 089.90（9人）   | 08着 | R3:07.6（35.0）     | -1.5 | 0石橋脩   | 57        | ジャスティンパレス     | 516         |
| 0000.05.28 | 東京   | 目黒記念      | GII      | 芝2500m（良） | 18    | 3     | 5     | 067.7（11人）   | 07着 | R2:31.3（34.1）     | -0.5 | 0石橋脩   | 58        | ヒートオンビート       | 514         |
| 0000.09.03 | 新潟   | 新潟記念      | GIII     | 芝2000m（良） | 14    | 6     | 9     | 028.70（7人）   | 02着 | R1:59.2（33.6）     | -0.2 | 0石橋脩   | 58        | ノッキングポイント     | 514         |
| 0000.11.05 | 東京   | AR共和国杯    | GII      | 芝2500m（良） | 18    | 7     | 15    | 051.6（13人）   | 12着 | R2:30.8（35.0）     | -0.9 | 0石橋脩   | 58        | ゼッフィーロ           | 504         |
| 0000.12.09 | 中京   | 中日新聞杯    | GIII     | 芝2000m（良） | 17    | 5     | 9     | 030.7（10人）   | 08着 | R1:59.5（34.7）     | -0.7 | 0L.モリス | 58        | ヤマニンサルバム       | 518         |
| 2024.03.17 | 阪神   | 阪神大賞典    | GII      | 芝3000m（稍） | 15    | 3     | 5     | 154.8（12人）   | 13着 | R3:09.6（36.7）     | -2.8 | 0荻野琢真 | 57        | テーオーロイヤル       | 518         |

## 血統表
| ユーキャンスマイルの血統      | ユーキャンスマイルの血統                         | ユーキャンスマイルの血統    | （血統表の出典）            | （血統表の出典）  |
| 父系                          | ミスタープロスペクター系                         | ミスタープロスペクター系    | ミスタープロスペクター系    | [ § 2 ]           |
| 父 キングカメハメハ 2001 鹿毛 | 父の父Kingmambo 1990 鹿毛                        | Mr. Prospector              | Raise a Native              | Raise a Native    |
| 父 キングカメハメハ 2001 鹿毛 | 父の父Kingmambo 1990 鹿毛                        | Mr. Prospector              | Gold Digger                 |                   |
| 父 キングカメハメハ 2001 鹿毛 | 父の父Kingmambo 1990 鹿毛                        | Miesque                     | Nureyev                     | Nureyev           |
| 父 キングカメハメハ 2001 鹿毛 | 父の父Kingmambo 1990 鹿毛                        | Miesque                     | Pasadoble                   |                   |
| 父 キングカメハメハ 2001 鹿毛 | 父の母*マンファス Manfath 1991 黒鹿毛            | *ラストタイクーン           | *トライマイベスト           | *トライマイベスト |
| 父 キングカメハメハ 2001 鹿毛 | 父の母*マンファス Manfath 1991 黒鹿毛            | *ラストタイクーン           | Mill Princess               |                   |
| 父 キングカメハメハ 2001 鹿毛 | 父の母*マンファス Manfath 1991 黒鹿毛            | Pilot Bird                  | Blakeney                    | Blakeney          |
| 父 キングカメハメハ 2001 鹿毛 | 父の母*マンファス Manfath 1991 黒鹿毛            | Pilot Bird                  | The Dancer                  |                   |
| 母 ムードインディゴ 2005 栗毛 | 母の父ダンスインザダーク 1993 鹿毛               | *サンデーサイレンス         | Halo                        | Halo              |
| 母 ムードインディゴ 2005 栗毛 | 母の父ダンスインザダーク 1993 鹿毛               | *サンデーサイレンス         | Wishing Well                |                   |
| 母 ムードインディゴ 2005 栗毛 | 母の父ダンスインザダーク 1993 鹿毛               | *ダンシングキイ             | Nijinsky II                 | Nijinsky II       |
| 母 ムードインディゴ 2005 栗毛 | 母の父ダンスインザダーク 1993 鹿毛               | *ダンシングキイ             | Key Partner                 |                   |
| 母 ムードインディゴ 2005 栗毛 | 母の母*リープフォージョイ Leap for Joy 1992 栗毛 | Sharpo                      | Sharpen Up                  | Sharpen Up        |
| 母 ムードインディゴ 2005 栗毛 | 母の母*リープフォージョイ Leap for Joy 1992 栗毛 | Sharpo                      | Moiety Bird                 |                   |
| 母 ムードインディゴ 2005 栗毛 | 母の母*リープフォージョイ Leap for Joy 1992 栗毛 | Humble Pie                  | Known Fact                  | Known Fact        |
| 母 ムードインディゴ 2005 栗毛 | 母の母*リープフォージョイ Leap for Joy 1992 栗毛 | Humble Pie                  | Scarcely Blessed            |                   |
| 母系(F-No.)                   | 1号族(FN:1-l)                                    | 1号族(FN:1-l)               | 1号族(FN:1-l)               | [ § 3 ]           |
| 5代内の近親交配               | Northern Dancer5×5×5＝9.38%                      | Northern Dancer5×5×5＝9.38% | Northern Dancer5×5×5＝9.38% | [ § 4 ]           |
| 出典                          | 1. 2. 3. 4.                                      | 1. 2. 3. 4.                 | 1. 2. 3. 4.                 | 1. 2. 3. 4.       |

- 母ムードインディゴは2009年の府中牝馬ステークス勝ち馬で、2008年の秋華賞で2着の実績がある[13]。
- 全妹ルビーカサブランカは2022年の愛知杯勝ち馬である。
- 近親に2002年の優駿牝馬2着馬チャペルコンサートがいる[14]。